# Коса (посёлок)
Коса (яп. 甲佐町 Ко:са-мати) — посёлок в Японии, находящийся в уезде Камимасики префектуры Кумамото. Площадь посёлка составляет 57,87 км², население — 10 912 человек (1 августа 2014), плотность населения — 188,56 чел./км².

## Географическое положение
Посёлок расположен на острове Кюсю в префектуре Кумамото региона Кюсю. С ним граничат города Кумамото, Уки и посёлки Мифуне, Мисато.

## Население
Население посёлка составляет 10 912 человек (1 августа 2014), а плотность — 188,56 чел./км². Изменение численности населения с 1980 по 2005 годы:
| 1980 | 12 989 чел. |  |
| 1985 | 12 864 чел. |  |
| 1990 | 12 459 чел. |  |
| 1995 | 12 372 чел. |  |
| 2000 | 12 012 чел. |  |
| 2005 | 11 604 чел. |  |

## Символика
Деревом посёлка считается Osmanthus fragrans, цветком — хризантема.